# تونه‌گاوا
 رود تونه رودی است که از Mount Ōminakami سرچشمه می‌گیرد و به اقیانوس آرام می‌ریزد. این رود از کشور ژاپن می‌گذرد.